# Lophoptera buruana
Lophoptera buruana är en fjärilsart som beskrevs av Holland 1900. Lophoptera buruana ingår i släktet Lophoptera och familjen nattflyn. Inga underarter finns listade i Catalogue of Life.